# Ćwirbuty
Ćwirbuty (biał. Цвербуты, Cwierbuty; ros. Цвербуты, Cwierbuty) – wieś na Białorusi, w obwodzie grodzieńskim, w rejonie lidzkim, w sielsowiecie Chodorowce.
Współcześnie w skład wsi wchodzi także dawny zaścianek Załoza.
W pobliżu znajduje się przystanek kolejowy Kurhan, położony na linii Lida – Mosty.

## Historia
W XIX i w początkach XX w. położone były w Rosji, w guberni wileńskiej, w powiecie lidzkim.
W dwudziestoleciu międzywojennym leżały w Polsce, w województwie nowogródzkim, w powiecie lidzkim, w gminie Tarnowo/Białohruda. W 1921 wieś Ćwirbuty liczyła 294 mieszkańców, zamieszkałych w 50 budynkach, w tym 269 Białorusinów i 25 Polaków. 276 mieszkańców było wyznania prawosławnego i 18 rzymskokatolickiego. Zaścianek Załoza liczył zaś 15 mieszkańców, zamieszkałych w 1 budynku, w tym 14 Polaków i 1 Białorusina. Wszyscy mieszkańcy byli wyznania rzymskokatolickiego.
Po II wojnie światowej w granicach Związku Sowieckiego. Od 1991 w niepodległej Białorusi.

## Ludzie związani z miejscowością
- Wacław Pacyno - żołnierz Armii Krajowej, prezes Klubu Weteranów Armii Krajowej na Wileńszczyźnie; urodzony w Ćwirbutach[4]